# Мей Вест
Мей Вест (англ. Mae West, * 17 серпня 1893 — † 22 листопада 1980) — американська кіноактриса, письменниця і співачка («Я не ангел», «Жар плоті не зупинить»).
Мей Вест відома неоднозначними пікантними висловлюваннями, які стали крилатими фразами американського кіно, наприклад:
- Це у тебе в кишені пістолет, чи ти так радий мене бачити?
- Важливі не чоловіки в твоєму житті, а життя в твоїх чоловіках.
- На запитання судді: «Ви намагаєтеся продемонструвати зневагу до суду?» — «Ні, приховати.»

## Фільмографія
- 1933 — Вона була неправа / She Done Him Wrong